# Lista de filmes de maior bilheteria na China
O seguinte é uma lista de filmes de maior bilheteria na China, baseada em informação do site China Boxoffice (CBO) do Entgroup, com a receita em yuan.
A cor de fundo      indica filmes atualmente nos cinemas
| Posição | Filme                                     | Receita (¥)     | País              | Ano  |
| ------- | ----------------------------------------- | --------------- | ----------------- | ---- |
| 1       | Ne Zha 2                                  | 9.5894 bilhões  | China             | 2025 |
| 2       | The Battle at Lake Changjin               | 5.77197 bilhões | China             | 2021 |
| 3       | Wolf Warrior 2                            | 5.68874 bilhões | China             | 2017 |
| 4       | Hi, Mom                                   | 5.41330 bilhões | China             | 2021 |
| 5       | Ne Zha                                    | 5.03502 bilhões | China             | 2019 |
| 6       | The Wandering Earth                       | 4.68681 bilhões | China             | 2019 |
| 7       | Full River Red                            | 4.54589 bilhões | China             | 2023 |
| 8       | Detective Chinatown 3                     | 4.52234 bilhões | China             | 2021 |
| 9       | Avengers: Endgame                         | 4.25038 bilhões | EUA               | 2019 |
| 10      | The Battle at Lake Changjin II            | 4.07114 bilhões | China             | 2022 |
| 11      | The Wandering Earth 2                     | 4.03027 bilhões | China             | 2023 |
| 12      | No More Bets                              | 3.85118 bilhões | China             | 2023 |
| 13      | Operation Red Sea                         | 3.65188 bilhões | China · Hong Kong | 2018 |
| 14      | Lost in the Stars                         | 3.52669 bilhões | China             | 2023 |
| 15      | Detective Chinatown 2                     | 3.39769 bilhões | China             | 2018 |
| 16      | The Mermaid                               | 3.39718 bilhões | China · Hong Kong | 2016 |
| 17      | Yolo                                      | 3.29597 bilhões | China             | 2024 |
| 18      | Sucessor                                  | 3.250 bilhões   | China             | 2024 |
| 19      | My People, My Country                     | 3.17612 bilhões | China · Hong Kong | 2019 |
| 20      | Moon Man                                  | 3.10533 bilhões | China             | 2022 |
| 21      | The Eight Hundred                         | 3.10232 bilhões | China             | 2020 |
| 22      | Dying to Survive                          | 3.09996 bilhões | China             | 2018 |
| 23      | Pegasus 2                                 | 3.0834 bilhão   | China             | 2024 |
| 24      | Detective Chinatown 1900                  | 2.96895 bilhão  | China             | 2025 |
| 25      | The Captain                               | 2.91229 bilhões | China             | 2019 |
| 26      | My People, My Homeland                    | 2.82601 bilhões | China             | 2020 |
| 27      | The Fate of the Furious                   | 2.67096 bilhões | EUA               | 2017 |
| 28      | Creation of the Gods I: Kingdom of Storms | 2.63608 bilhões | China             | 2023 |
| 29      | Too Cool to Kill                          | 2.63045 bilhões | China             | 2022 |
| 30      | Hello Mr. Billionaire                     | 2.54757 bilhões | China             | 2018 |
| 31      | Monster Hunt                              | 2.44142 bilhões | China · Hong Kong | 2015 |
| 32      | Furious 7                                 | 2.42659 bilhões | EUA               | 2015 |
| 33      | Avengers: Infinity War                    | 2.39054 bilhões | EUA               | 2018 |
| 34      | Monster Hunt 2                            | 2.23715 bilhões | China · Hong Kong | 2018 |
| 35      | Crazy Alien                               | 2.21425 bilhões | China             | 2019 |
| 36      | Never Say Never                           | 2.20871 bilhões | China             | 2023 |
| 37      | Never Say Die                             | 2.20175 bilhões | China             | 2017 |
| 38      | Article 20                                | 2.08472 bilhões | China             | 2024 |
| 39      | Aquaman                                   | 2.01321 bilhões | EUA               | 2018 |
| 40      | Transformers: Age of Extinction           | 1.97752 bilhão  | EUA               | 2014 |
| 41      | The Ex-File 3: The Return of the Exes     | 1.94174 bilhão  | China             | 2017 |
| 42      | Venom                                     | 1.87068 bilhão  | EUA               | 2018 |
| 43      | Boonie Bears:Time Twist                   | 1.83154 bilhão  | China             | 2024 |
| 44      | Chang'an                                  | 1.8254 bilhão   | China             | 2023 |
| 45      | Kung Fu Yoga                              | 1.75260 bilhão  | China             | 2017 |
| 46      | Pegasus                                   | 1.72937 bilhão  | China             | 2019 |
| 47      | Lighting Up the Stars                     | 1.71322 bilhão  | China             | 2022 |
| 48      | Avatar                                    | 1.71286 bilhão  | EUA               | 2010 |
| 49      | The Bravest                               | 1.70659 bilhão  | China             | 2019 |
| 50      | Avatar: The Way of Water                  | 1.6975 bilhão   | EUA               | 2022 |